# Князева, Анна Георгиевна
А́нна Гео́ргиевна Кня́зева (р. 05.01.1962) — российский учёный, доктор физико-математических наук, профессор кафедры физики высоких технологий в машиностроении Томского политехнического университета, главный научный сотрудник ИФПМ СО РАН.
Биография:
- 1979—1985 учёба на физико-техническом факультете Томского государственного университета;
- 1985—1992 младший, затем старший научный сотрудник НИИ ПММ;
- 1990 защита кандидатской диссертации по специальности «Химическая физика, физика горения и взрыва»;
- 1993—1995 учёба в докторантуре ТГУ, кафедра математической физики;
- 1996 защита докторской диссертации по специальности «Механика деформируемого твердого тела» и «Физика твердого тела»;
- с 1994 по настоящее время работает в ИФПМ СО РАН (старший, ведущий, главный научный сотрудник).

С 1994 г. на научно-преподавательской работе в ТГУ, с 2004 по настоящее время — профессор кафедры математической физики, читает курсы лекций «Введение в неравновесную термодинамику», «Фазовые равновесия и фазовые переходы в простых и сложных средах».
Также с 2004 по настоящее время — профессор кафедры ФВТМ МСФ ТПУ.
Научные интересы:
- моделирование процессов в энергетических материалах (горение топлив, твердофазное горение и т. п.),
- неравновесная термодинамика,
- аналитические и численные методы,
- построение и исследование моделей сложных сред.

Публикации:
- Лотков А. И., Псахье С. Г., Князева А. Г., Коваль Н. Н., Коротаев А. Д. и др. Наноинженерия поверхности. Формирование неравновесных состояний в поверхностных слоях материалов методами электронно-ионно-плазменных технологий / Рос. АН, Сиб. Отд-е, Ин-т физики прочности и материаловедения. — Новосибирск: изд-во СО РАН, 2008. — 276 С.

Награды:
- Премия М. А. Лаврентьева в области математики и механики (1995);
- Премия им. академика В. А. Коптюга (2006) — за серию работ по теме «Теоретическое и экспериментальное исследование, разработка технологий модификации материалов и получения соединений с использованием концентрированных потоков энергии».